# 김태훈 (성우)
김태훈(金泰勲, 1946년 5월 1일 ~ )은 대한민국의 남자 성우이다. 1965년 연극 배우로 활동하다가 1972년 MBC 공채 5기 성우로 데뷔했다.

## 출연 작품
굵은 글씨는 메인 캐릭터.

### TV 외화, TV 및 극장용 및 비디오 애니메이션
- 24 (MBC)
- CSI 뉴욕 (MBC) - 시드 해머백 (로버트 조이)
- 삼국지 (MBC) - 관우
- 피터 대제 (MBC) - 뉴턴(트레버 하워드)
- 개미 (MBC) - 바베이디스 (대니 글로버)
- 세느강의 별 (MBC)
- 닥터 슬럼프 (MBC) - 경찰서장
- 로빈 훗의 모험 (MBC) - 허포트
- 마법소녀 리나 (SBS) - 마족 조롬, 조아나왕국 모로스왕
- 부메랑 파이터 (MBC) - 제비도사
- 슈퍼맨 (SBS) - 조나단
- 아틀란티스의 왕자 (MBC) - 슘
- 우주보안관 장고 (MBC) - 마법사
- 우주 불새 (MBC) - 볼칸
- 유령대소동 (MBC)
- 은하순찰대 (MBC)
- 출동 에어울프 (MBC) - 도미니크 샌티니 (어니스트 보그나인)
- 외계인 알프 (MBC) - 윌리 (맥스 라이트)
- 초원의 집 (MBC)
- 만화열전-공포의 외인구단 (MBC) - 백두산, 유성구단 회장
- 블리치 (투니버스) - 야마모토 겐류사이 시게쿠니
- 개구쟁이 스머프 (니켈로디언) - 파파스머프
- 명탐정 코난 (투니버스) - 피스코
- 용감한 죠리 (MBC)
- 배트맨(특선) (SBS) - 딘
- 스탈라의 마법여행 (MBC)
- 매직키드 마수리 (KBS) - 마파람
- 이겨라 승리호 (SBS) - 검은별
- 짜장소녀 뿌까 (MBC) - 장뚱
- 프리즌 브레이크 (SBS) - 포프
- 종착역 (MBC) - 마빙쿤
- 요술고양이 펠릭스 (SBS)
- 우주탐사 2100년 (MBC) - 스카라페
- 마법천자문 (MBC) - 보리도사
- 마리와 강아지 이야기 (투니버스) - 할아버지
- 칠협오의 (SBS) - 공손책
- 시골소녀 폴리아나 (MBC)
- 소년탐정 김전일 Original (애니박스) - 츠즈키 테츠오
- 원피스 (대원방송) - 실버즈 레일리
  - 원피스 스탬피드 - 실버즈 레일리
- CSI 과학수사대 (MBC)
- 형사 Q (MBC) - 애스틴(존 S. 레이진)
- 무적의 실버호크 (MBC) - 몬스터
- 비버리 힐즈에 간 고양이들 (MBC)
- 스타잔 (MBC)
- 모험왕 걸리버 (MBC) - 마신
- 동물 보물섬 (MBC)
- 흙꼭두 장군 (MBC)
- 월리스와 그로밋 - 거대토끼의 저주 (SBS)
- DARKER THAN BLACK -흑의 계약자- (애니맥스) - 황
- 바텐더 (애니박스) - 시마오카
- 은발의 아기토 (애니박스) - 사쿰
- 다카하시 루미코 극장 - 인어의 숲 (애니원) - 시이나, 사냥꾼
- 우주탐사대 (투니버스)
- 버드나무 사이로 부는 바람 (투니버스) - 오소리
- 직스 레벨 2 (퀴니) - 브라운
- 지옥소녀 (애니맥스) - 후쿠모토
- 트리니티 블러드 (투니버스) - 알폰소 데스테
- 역전재판 (대원방송) - 재판장
- 은혼 (투니버스) - 이시다
- 고스트 바둑왕 (투니버스) - 구와바라
- 음양대전기 (투니버스) - 타치바나 소타로
- 사무라이 참프루 (투니버스) - 마리야
- 몬스터 (투니버스) - 남자
- 메칸더 V (MBC) - 시키지마 박사
- 가면라이더 블레이드 (챔프) - 덴노지 히로시 (모리츠구 코우지)
- 나나 (애니원) - 중개업자 1
- 출격 로보텍 (SBS)
- 아가사 크리스티의 명탐정 포와로와 마플 (투니버스) - 필립 에스테어 내무부 장관
- 천공전사 젠키 (투니버스) - 수해
- 손오공 : 돌원숭이의 탄생 - 손오공의 사부
- 배한성 배칠수의 고전열전 (MBC 표준FM)
- 만화열전 - 공포의 외인구단 (MBC 라디오) - 백두산 / 서부그룹회장 서상철
- 파워레인저 엔진포스 (챔프) - 산타클로스
- 파워레인저 캡틴포스 (챔프) - 고우시
- 그림명작동화 (MBC)
- 링스 어드벤처 - 뉴먼
- 욤욤 공주와 도둑 - 꾸벅 왕
- 이집트 왕자 2: 요셉 이야기 - 야곱
- 파이널 판타지 (MBC) - 시드 박사 (도널드 서덜랜드)

### 영화
- 의천도룡기 (MBC) - 장삼풍 (홍금보)
- 죽기 아니면 까무러치기 (SBS) - 버트 (데브니 콜먼)
- 그렘린 2 (MBC) - 프레드 할아버지
- 와사비 (SBS) - 은행 직원 (미셸 스쿠르노) / 호텔 직원 (후쿠이 토모)
- 캐리비안의 해적 (MBC) - 헥터 바보사 (제프리 러시)
  - 캐리비안의 해적 2 (MBC) - 헥터 바보사 (제프리 러시) / 머서(데이비드 쇼필드)
- 마더 테레사 (MBC) - 세라노 신부 (세바스찬 좀마)
- 나이아가라 연쇄 살인사건 (MBC)
- 용가리 - 휴즈 박사
- 해리포터와 불의 잔 - 바티 크라우치 (로저 로이드팩)
- 시네마 천국 (SBS) - 마을 사람 (타노 시마로사)
- 어페어 오브 더 넥클리스 (SBS) - 바상주 (피터 에어)
- 아직은 사랑을 몰라요 (SBS)
- 바텔 (SBS) - 콩터
- 레인디어 게임 (SBS)
- 콘 에어 (SBS) - 갈랜드 그린 (스티브 부세미) / 교도관 (스티브 이스틴)
- 이연걸의 영웅 (MBC, SBS)
- 히 갓 게임 (SBS)
- 애널라이즈 디스 (SBS) - 도미니크 (바트 탠그레디)
- 원스 어폰 어 타임 인 멕시코 (SBS) - 대통령 (페드로 아르멘다리스 주니어)
- 미스 에이전트 (SBS)
- 대부 (SBS) - 솔로조
- 터미네이터 (SBS)
- 바이러스 (SBS) - 애버튼 (도널드 서덜랜드)
- 도망자 (MBC)
- 페이스 오프 (MBC) - 빅터 라자로 (하브 프레스넬)
- 청사 (MBC)
- 아담스 패밀리 (MBC) - 털리 (댄 헤다야)
- 프로젝트 B (MBC) - 황총경(육위량)
- 본 얼티메이텀 (MBC) - 크레이머 국장 (스콧 글렌)
- 월드 오브 투모로우 (MBC)
- 80일간의 세계일주 (MBC) - 샐리스버리 (데이빗 라이얼)
- 사무라이 픽션 (MBC) - 가게마루
- 러브 오브 시베리아 (MBC) - 레들로프 (알렉세이 페트렌코)
- 마르셀의 여름 (MBC) - 쥘르 이모부
- 마스크 오브 조로 (MBC)
- 리플레이스먼트 킬러 (MBC)
- 007 옥토퍼시 (MBC)
- 장군의 딸 (MBC) - 캠벨 장군 (제임스 크롬웰)
- D-13 (MBC)
- 더블 크라임 (MBC) - 맨골드 (데이브 하거) / 판사 (프렌치 티크너)
- 바닐라 스카이 (MBC) - 토미 (티머시 스폴)
- 닉 오브 타임 (MBC)
- 디 아더스 (MBC) - 터틀
- 우나기 (MBC) - 나카지마 (츠네다 후지오)
- 지옥의 베를린 타워 (MBC) - 스트라서 소장 (클라우스 J. 베렌트)
- 코러스 (MBC) - 라신 교장 (프랑수아 벨레앙)
- 타인의 삶 (MBC) - 알베르트 예르스카 (볼크마르 클라이네르트) / 장관
- 굿 나잇 앤 굿 럭 (MBC) - 윌리엄 팰리 (프랭크 란젤라)
- 알렉산더 (MBC) - 늙은 프톨레마이오스 (앤서니 홉킨스)
- 천녀유혼 (MBC) - 연적하 (오마)
  - 천녀유혼 2 (MBC) - 연적하 (오마)
  - 천녀유혼 3 (MBC) - 백운도사
- 버드가의 섬 (MBC) - 보루쉬
- 빅 히트 (MBC)
- 당신이 잠든 사이에 (MBC) - 사울 (잭 워든)
- 고스포드 파크 (MBC) - 윌리엄 맥코틀 (마이클 갬본)
- 브루스 올마이티 (MBC) - 잭(필립 베이커 홀) / 앵커(루 펠더)
- 패트리어트 (MBC) - 콘월러스 장군 (톰 월킨슨)
- 윈스턴 처칠의 젊은 시절 (MBC) - 늙은 윈스턴 처칠
- 라이징 선 (MBC) - 요시다
- 큰 도둑 작은 도둑 (MBC) - 닉
- 카오스 팩터 (MBC) - 존 벤혼
- 어싸인먼트 (MBC) - 아모스 (벤 킹슬리)
- 파고 (MBC) - 웨이드
- 프라이멀 피어 (MBC) - 검사장
- 식스팩 (MBC) - 국장
- 잃어버린 세계 (MBC) - 조지 챌린저 (밥 호스킨스)
- 베오울프 (MBC) - 흐로트가르
- 집으로 가는 길 (MBC) - 촌장
- 폴리스 스토리 (MBC) - 반장(동표)
  - 폴리스 스토리 2 (MBC) - 반장(동표)
  - 폴리스 스토리 3 (MBC) - 반장(동표)
- 에버 애프터 (MBC) - 모리스
- 캐릭터 (MBC) - 반장
- 링 (MBC) - 야마무라
  - 링 2 (MBC) - 야마무라
- 체인 리액션 (MBC) - 셰넌 (모건 프리먼)
- 갱스 오브 뉴욕 (MBC) - 드위드 (짐 브로드벤트)
- 미션 임파서블 2 (MBC) - 네코르비치 박사 (라데 세르베지아)
- 철도원 (MBC) - 스기우라 센지 (고바야시 넨지)
- 아스테릭스 2: 미션 클레오파트라 (MBC) - 파노라믹스 (클로드 리치)
- 종횡사해 (MBC) - 양아버지 (증강)
- 스콜피온 킹 (MBC) - 머리가 하얀 할아버지
- 미스 다이아몬드 (SBS)
- 닌자 거북이 2 (MBC) - 페리 박사
- 꼬마유령 캐스퍼 (MBC) - 데스몬드
- 스타워즈 에피소드 1 (MBC) - 요다 (프랭크 오즈)
  - 스타워즈 에피소드 4 (MBC) - 타킨 총독(피터 커싱)
  - 스타워즈 에피소드 5 (MBC) - 요다 (프랭크 오즈)
  - 스타워즈 에피소드 6 (MBC) - 요다 (프랭크 오즈)
- 가위손 (MBC) - 발명가 (빈센트 프라이스)
- 황비홍 (MBC) - 선교사
  - 황비홍 2 (MBC) - 총독
- 제로니모 (MBC) - 크룩 장군 (진 해크먼)
- 아웃브레이크 (SBS) - 빌리 (모건 프리먼)
- 긴급명령 (MBC)
- 룰스 오브 인게이지먼트 (MBC)
- 보통 사람들 (MBC)
- 포레스트 검프 (MBC)
- 007 뷰투어킬 (MBC)
- 프랑켄슈타인 (MBC)
- 스위치 백 (MBC)
- 맨 인 블랙 (SBS) - 케이 (토미 리 존스)
- 적벽대전 2 (MBC) - 공용 (왕경상)
- 스내치 (MBC) - 브릭 탑
- 트로이 (SBS) - 네스터 (존 샤프넬)
- 토마스 크라운 어페어 (MBC) - 바비 매킨리(마이클 롬바드) / 하인리히(마크 마골리스)
- 아라비아의 로렌스 그 후의 이야기 (MBC)
- 마스터 앤드 커맨더: 위대한 정복자 (MBC) - 갑판장 (이안 머서)
- 에어 포스 원 (MBC) - 법무장관 (필립 베이커 홀)
- 에너미 앳 더 게이트 (MBC) - 니키타 흐루쇼프
- 제르미날 (MBC)
- 화소도 (MBC)
- 토이즈 (MBC)
- 정복자 펠레 (MBC) - 농장장(에릭 파스케)
- 아름다운 비행 (MBC)
- 플레드 (MBC)
- 에디 (MBC)
- 딥 임팩트 (MBC) - 해프터(커트우드 스미스)
- 뮤리엘의 웨딩 (MBC)
- 나인 야드 (MBC)
- 블루 데블 (MBC)
- 블랙 라이온 (MBC)
- 택시 (MBC)
- 당신에게 일어날 수 있는 일 (MBC)
- 51번째 주 (MBC)
- 시빌 액션 (MBC) - 스키너
- 스트레이트 슈터 (MBC)
- 버티칼 리미트 (MBC) - 프랭크 (데이비드 헤이먼)
- 피아니스트 (MBC) - 마렉(크시슈토프 피에친스키)
- 옹박 (MBC) - 보스
- 빠삐용 (MBC)
- 붉은 가마 (MBC)
- 플루크 (MBC) - 버트(빌 콥스)
- 키스 오브 드래곤 (SBS)
- 위험한 정사 (MBC)
- 사랑의 블랙홀 (MBC)
- 파워 오브 원 (MBC) - 교장 선생님 (존 길구드)
- 컷스로트 아일랜드 (MBC)
- 론머맨 (MBC) - 신부
- 크레이머 대 크레이머 (MBC) - 쇼너시 변호사(하워드 더프)
- 더티 해리 4 - 써든 임팩트 (MBC)
- 헨리 이야기 (MBC)
- 공포의 룸메이트 (MBC)
- 네이비 실 (SBS)
- 이연걸의 정무문 (MBC)
- 결혼 만들기 (MBC)
- 로보캅 2 (MBC) - 사장 (대니얼 오할리)
- 어니스트 슬램덩크 (MBC) - 제이 브라조
- 독고구검 (MBC)
- 어머니 나를 다시 사랑해 주세요 (MBC)
- 홍콩 미스터리 (MBC)
- 익스트림 OPS (MBC)
- 나 홀로 집에 (MBC) - 삼촌 (게리 바만) / 쟈니 (랄프 푸디)
- 나 홀로 집에 2 (MBC) - 삼촌 (게리 바만) / 쟈니 (랄프 푸디)
- 블레이드 (MBC)
- 예카테리나 대제 (MBC) - 보론초프(이언 리처드슨)
- 인디펜던스 데이 (MBC)
- 스크림 2 (MBC)
- 토머스 크라운 어페어 (MBC)
- 비독 (MBC)
- 마디타와 리사벳 (EBS) - 닐슨 (앨런 애드월)
- 사자왕 형제의 모험 (EBS) - 마티아스 (앨런 에드발)
- 말썽꾸러기 로타 (EBS)
- 바비 (MBC) - 넬슨 (해리 벨라폰테)
- 유니버셜 솔져 : 그 두 번째 임무 (MBC) - 레드퍼드 장군
- 자칼 (SBS)
- 하우스 어레스트 (SBS) - 로코 서장
- 닥터 지마스 (텔레노벨라) - 시로
- 업 클로즈 앤 퍼스널 (MBC)
- 해리슨 포드의 의혹 (MBC) - 쿠마가이 (사브 시모노)
- 공군대전략 (MBC)
- 나이트워치 (MBC)
- 프록터의 행운 (MBC) - 아빠 (샘 워너메이커)
- 투 다이 포 (MBC) - 래리 아버지 (댄 헤다야)
- 라스트 런 (MBC) - 부카린 (주겐 프로크노)
- 한 여름 밤의 꿈 (MBC) - 이지어스 (버나드 힐)
- 유니버셜 솔저 : 그 두 번째 임무 (MBC) - 레드포드 장군 (다니엘 폰 바겐)
- 다크 시티 (MBC) - 범스테드 (윌리엄 허트)
- 롱키스 굿나잇 (MBC) - 대통령 (G.D. 스프라들린)
- 비벌리힐즈 캅 3 (MBC) - 플린트 (헥터 엘리존도)
- 영 건 2 (MBC) - 존 치섬 (제임스 코번)
- 스타트렉 6 (MBC) - 스카티 (제임스 두한)
- 라스무스와 방랑자 (EBS) - 오스카 (알란 애드윌)
- 석양의 건맨 (MBC) - 열차 안내원 (마리오 메니코니) / 점술가 (요제프 에거)
- 미키 루크의 추적자 (MBC)
- 신 정무문 2 (SBS) - 주주의 아버지 (곡봉)
- 메리 포핀스 리턴즈 - 도스 주니어
- 레트로액티브 (MBC) - 샘 (M. 에멧 월쉬)
- 엘프 (MBC) - 파파 엘프 (밥 뉴하트)
- 에이틴 어게인 (SBS) - 찰리 (레드 버튼스)
- 특전대 네이비 씰 (SBS) - 스틴(아이라 휠러)
- 형사 스타크 (MBC) - 카지노 손님(윌리엄 하디)
- 은빛 안장 (MBC) - 베넷(에토레 만니)
- 더 맨 (MBC) - 파인(톰 길릭)
- 듄 (SBS) - 화이트(프레디 존스)
- 절망속에 핀 사랑 (MBC) - 의무병(로버트 부르고스)
- 소살리토 (MBC) - 로버트(오요한)
- 윈체스터 73 (MBC) - 와이어트 어프(윌 기어)
- 용쟁호투 (MBC) - 브레이스웨이트(제프리 웍스)
- 빅 트러블 (SBS) - 로판(오한초)

### 방송 (드라마 출연, 교양, 다큐멘터리)
- 명작의 고향 (MBC)
- 명곡의 고향 (MBC)
- 명화의 고향 (MBC)
- 명작의 무대 (MBC)
- 제2공화국 (MBC) - 이철승 역
- 제4공화국 (MBC) - 목소리 출연
- MBC 뉴스데스크(MBC) - 1999년 11월 30일 출연

### 게임
- 반지의 제왕 - 어둠의 제국 앙그마르 - 간달프